# Affaire Sotegec
Le texte peut changer fréquemment, n’est peut-être pas à jour et peut manquer de recul. 
Le titre et la description de l'acte concerné reposent sur la qualification juridique retenue lors de la rédaction de l'article et peuvent évoluer en même temps que celle-ci.
 (janvier 2013).
Si vous disposez d'ouvrages ou d'articles de référence ou si vous connaissez des sites web de qualité traitant du thème abordé ici, merci de compléter l'article en donnant les références utiles à sa vérifiabilité et en les liant à la section « Notes et références ».
Sotegec est un bureau d'études belge cité dans divers scandales liés à plusieurs mandataires socialistes, concernant notamment des marchés publics et des logements sociaux, en Région wallonne à partir de mai 2005.

## Historique
Le 29 mai 2006, le quotidien régional belge francophone Vers L'Avenir dévoile que la compagne de Bernard Anselme (alors bourgmestre de Namur), Rita Louis-Maillard, est administratrice du bureau d'étude Sotegec, bureau ayant remporté de nombreux marchés publics lancés par la ville de Namur. Afin d'éviter des conflits d'intérêts, Bernard Anselme doit lâcher ses compétences en urbanisme,.
Le 19 octobre 2006, il est inculpé pour entrave à la liberté des enchères et soumissions, faux et usage de faux et prise d’intérêt dans des affaires publiques. 
Le 30 octobre 2006, le Ministre des Affaires intérieures au Gouvernement wallon, Philippe Courard  fait annuler quatre marchés publics passés entre le bureau d'études Sotegec et la ville de Namur entre 2003 et 2005[réf. nécessaire].
En février 2007, l'auditeur du Conseil d'État préconise d'annuler un autre marché conclu par Namur (via son CPAS) avec la société Sotegec, à la suite d'une plainte d'un candidat qui s'estime injustement évincé[réf. nécessaire].
La société Sotegec a porté plainte contre le chef de file du parti Ecolo, Arnaud Gavroy[réf. nécessaire].
Le 24 janvier 2013, le ministère public demande à la chambre du conseil de Namur le renvoi de 24 personnes en correctionnelle,,.

## L'affaire selon Sotegec
Les marchés emportés par Sotegec l'ont été relatif à des remises de prix sans aucune indication de la part de l'administration quant au nombre de sociétés consultées. Les montants des marchés sont d'ailleurs tout à fait compétitifs par rapport au secteur des bureaux d'étude[réf. nécessaire]. 
Le « scandale » relaté allègrement par la presse provient du traitement de ces marchés par les services de l'administration communale namuroise qui était non conforme vis-a-vis des règles administratives et pourtant signé de la main du secrétaire communal Jean-Marie Van Bol[réf. nécessaire]. 